# ماگدالنا اشمیت
ماگدالنا اشمیت (آلمانی: Magdalena Schmidt؛ زادهٔ ۳۰ ژوئن ۱۹۴۹) ژیمناست هنری اهل آلمان بود.
وی در مسابقات کشوری و بین‌المللی در مجموع برندهٔ ۱ مدال برنز شده‌است.